# Balthasar Raid
Balthasar Raid (auch Reith und Raida; * um 1495 in Fulda; † 1. Oktober 1565 in Hersfeld) war ein deutscher evangelischer Theologe und Reformator.

## Leben
Im Wintersemester 1510 ließ sich Balthasar Raid in Erfurt immatrikulieren und erwarb 1513 dort den Grad eines Baccalaureus. Bis etwa 1517 war er Schulmeister in Nordhausen. Danach hielt er sich für ein Jahr in Rom auf, wo er im Spital St. Johannis und der Lateranbasilika als Beichtvater tätig war. Nach seiner Rückkehr war Raid 1523 als Vikar in Vacha tätig. Zu dieser Zeit war dort auch Georg Witzel Vikar. Balthasar Raid ging aber noch im gleichen Jahr nach Fulda, wo er Koadjutor bei dem Stadtpfarrer Adam Krafft wurde. In dieser Zeit wurde er von Philipp Melanchthon zum Pfarramt ordiniert. 
In diese Zeit fiel auch seine Wende zum Evangelium. Als Raid 1524 heiraten wollte, wurde er vom Abt des Landes verwiesen. In der Folge hielt er sich für einige Zeit in Eisenach und in Großenbehringen auf, wo er auch kurzzeitig Pfarrer war. Hier hatte er wieder engen Kontakt mit Georg Witzel, der Pfarrer in dem nicht weit entfernten Wenigenlupnitz war. Beide warnten zu dieser Zeit vor Thomas Müntzer in Mühlhausen. Im Jahre 1525 ging Raid schließlich als Kaplan unter Adam Kraft nach Hersfeld, wo er bis 1538 Prediger blieb. Am 4. Oktober 1538 wurde Balthasar Raid als ordentlicher Pfarrer in der Stadtkirche Hersfeld eingeführt.
Bald trat Balthasar Raid unter den hessischen Predigern in besonderem Maße hervor. Landgraf Philipp von Hessen ließ ihn zum Marburger Religionsgespräch kommen. In den folgenden Jahren setzte sich Balthasar Raid mit Georg Witzel und vor allem mit den hessischen Täufern auseinander. Als im albertinischen Sachsen 1539 die Reformation durchgeführt wurde, schickte ihn der Landgraf zur Mithilfe dorthin. 

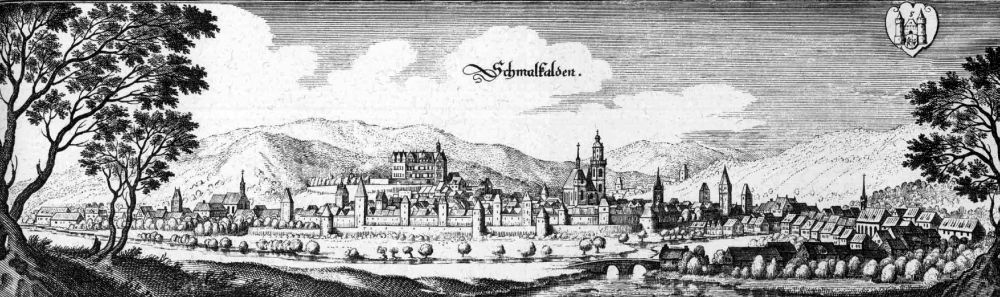
Schmalkalden – Auszug aus der Topographia Hassiae von Matthäus Merian 1655

Philipp von Hessen wählte Balthasar Raid zu seinem Trauzeugen und Notar, als er sich am 4. März 1540 mit Margarete von der Saale in Rotenburg an der Fulda vermählte. Balthasar Raid nahm 1540 auch an der Tagung des Schmalkaldischen Bundes teil. Zu den Auseinandersetzungen mit den Täufern wurde er ebenso später hinzugezogen. Als in Hessen das Augsburger Interim eingeführt wurde, wollte Raid sein Amt niederlegen, doch auf Bitten der Bürger blieb er in Hersfeld und versah seinen Dienst bis 1563.

## Familie
Sein Vater war vermutlich Hans Reyt, der ab 1501 einer der vier Bürgermeister in Fulda war. So wäre es zu erklären, dass er auf die Universität gehen konnte. Familiäre Bindungen nach Vacha sind auch nicht auszuschließen, wo 1497 ein Anders Raith erwähnt wurde.
1529 heiratete Raid Katharina. Sie hatten einen Sohn (Abraham), der wie der Vater Pfarrer wurde. Nach dem Tode seiner ersten Frau heiratet Raid 1542 Barbara (Witwe des Rotenburger Pfarrers Georg Möller). Mit ihr hatte Raid mindestens zwei weitere Söhne: Michael, ab 1580 Pfarrer in Braach, und Craft, ab 1573 Schulmeister in Gießen.